# Ico
Ico (jap. イコ, IPA: [ˈiːkoʊ]) akcijska je avantura iz 2001. za PlayStation 2, izdavača Sony Computer Entertainment.  Glavni dizajner igre je Fumito Ueda, a producent Kenđi Kaido. Igra je trebala izaći još 1997. za PlayStation, no zbog dugotrajnog razvoja izdana je četiri godine kasnije za mlađu Sonyjevu konzolu.
Dječak po imenu Ico je glavni junak igre. Zbog toga što ima rogove, određen je od strane njegovog sela za žrtvovanje. Seljaci ga odvedu u obližnji napušteni dvorac na vodi i zaključaju u sarkofag, no zbog potresa sarkofag padne i razbije se, a Ico se oslobodi. Ico susretne djevojčicu Yordu, kćer zle kraljice koju je ova odlučila žrtvovati kako bi produžila vlastiti život. Ico i Yorda pokušavaju pobjeći iz dvorca, dok ih progone mračna stvorenja koja su utjelovljene sjene. Prvim prelaskom igre otključavaju se podnapisi na engleskom jeziku, jer su do tada šifrirani nerazumljivim znakovima.
Igra je, premda u svoje vrijeme ne pretjerano popularna, s godinama dostigla kultni status, ponajviše zbog svoga revolucionarnog dizajna, jer su videoigru po prvi put radili umjetnici, a ne netko iz računalne branše. Grafika igre se bazira na tzv. "Bloom" efektu, gdje se "mekanim" osvjetljenjem oko objekata i likova pokušava dočarati realnost. Ico je imao veliki utjecaj na brojne druge igre, kao i filmove, a smatra se umjetničkim djelom jednako kao i videoigrom.
Godine 2006. Team ICO (Ueda i Kaido) izdao je nastavak igre (premda radnjom kronološki prije Icoa), Shadow of the Colossus, koji je doživio veliki komercijalni uspjeh te pobrao brojne nagrade.

## Vanjske poveznice
- Službena stranica igre